# Kozacy piszą list do sułtana

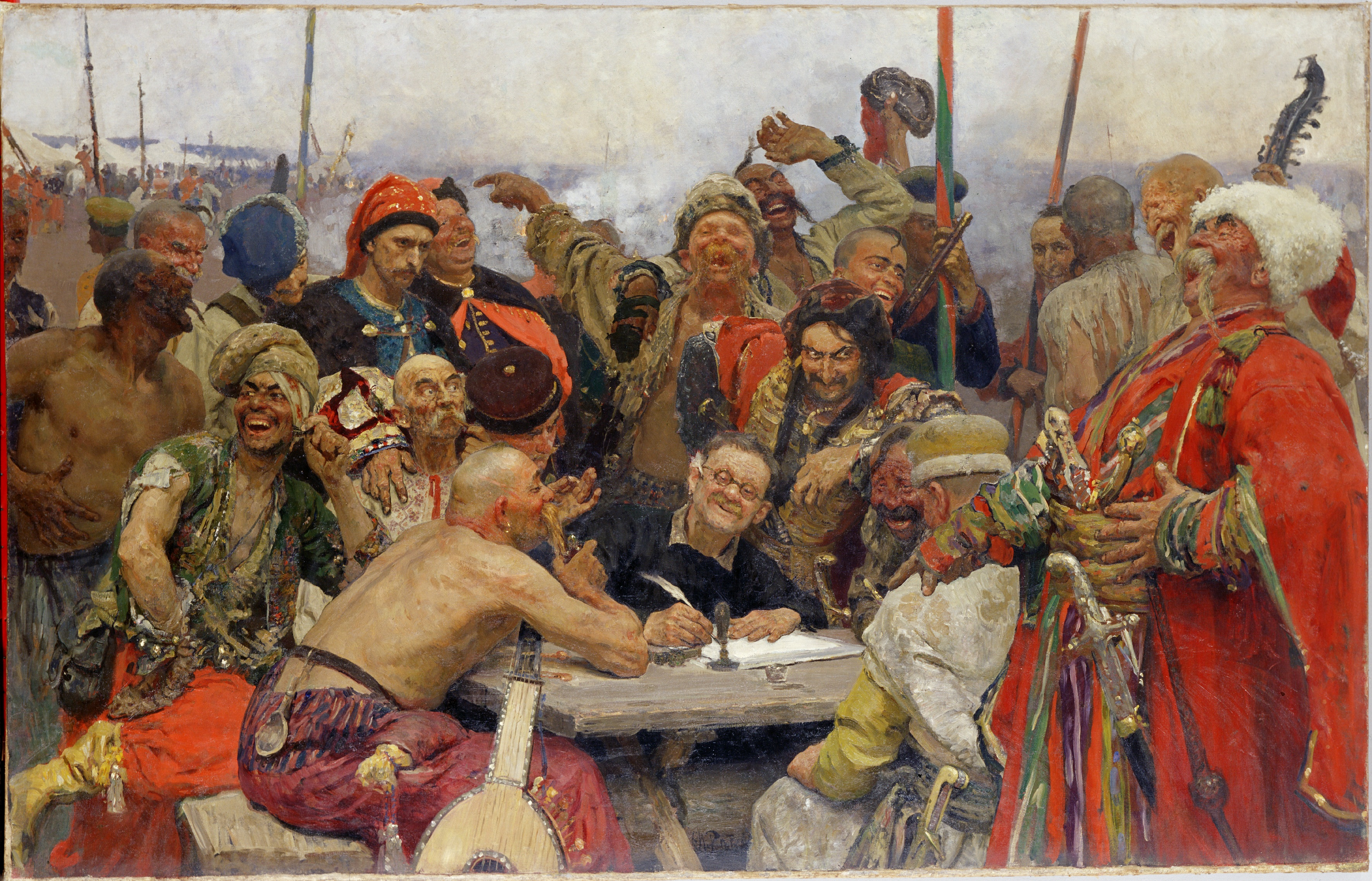
Druga wersja obrazu, nieukończona, z 1893. Przechowywana w muzeum w Charkowie

Kozacy piszą list do sułtana lub Zaporożcy piszący list do sułtana (ros. Запорожцы) – obraz olejny rosyjskiego malarza Ilji Riepina. Płótno artysta zaczął malować w 1880, a skończył w 1891. Istnieje także druga, niedokończona wersja obrazu z 1893.

## Treść obrazu
Według legendy list został napisany w 1676 przez atamana koszowego Iwana Sirko wraz z „całą Siczą Zaporoską” w odpowiedzi na ultimatum sułtana osmańskiego Mehmeda IV.
Oryginał pisma nie zachował się do naszych czasów, jednak w latach 70. XIX wieku została odnaleziona kopia pisma sporządzona w XVIII wieku. Kopia została odnaleziona przez etnografa-hobbystę z Dniepru (wtedy Jekaterynosław), który przekazał ją znanemu historykowi Dymitrowi Jawornickiemu (ukr. Дмитро Яворницький). Ten z kolei odczytał kiedyś pismo dla rozweselenia swoich gości, wśród których był Ilja Riepin. Artysta malarz zainteresował się całą historią i w 1880 rozpoczął prace nad obrazem.

## Historia powstawania
Od roku 1880 Riepin zajął się tworzeniem szkiców oraz doborem postaci. Wśród pozujących modeli były znane ówcześnie osoby. Do postaci pisarza pozował Dymitr Jawornicki (ten sam, który wcześniej przeczytał artyście pismo Kozaków), a atamanem koszowym Iwanem Sirko został generał-gubernator Kijowa M.I. Dragomirow (ros. М.И. Драгомиров). Przy postaci śmiejącego się kozaka w białej papasze asystował dziennikarz i pisarz Władimir Gilarowski (ros. Владимир Гиляровский). Pierwszy gotowy szkic został ukończony w 1887, i Riepin podarował go Jawornickiemu, który później go sprzedał. Dziś znajduje się w Galerii Tretiakowskiej w Moskwie.
Najważniejszy wariant obrazu został namalowany w 1891. Po pierwszym wystawieniu na widok publiczny autor był krytykowany za to, że obraz nie jest zgodny z prawdą historyczną. Niemniej, po sukcesach na wystawach w Rosji i za granicą (Chicago, Budapeszt, Monachium, Sztokholm) obraz został kupiony w 1892, za 35 tysięcy rubli, przez cara Aleksandra III. Następnie pozostawał on w zbiorach rodziny carskiej do roku 1917, a po rewolucji październikowej znalazł się w zbiorach Muzeum Rosyjskiego w Piotrogrodzie (obecnie Petersburg), gdzie znajduje się do dziś.
W 1889, przed ukończeniem najbardziej znanego wariantu, Riepin rozpoczął pracę nad drugą wersją, której nigdy nie zakończył. Drugie płótno ustępuje rozmiarami pierwszemu i było eksperymentem artysty. Nowa wersję Zaporożców autor starał się namalować, zwracając większą uwagę na fakty historyczne. Otrzymany efekt nie był jednak dla artysty zadowalający i obraz pozostał niedokończony. Jest to tzw. wersja z 1893, przechowywana w muzeum w Charkowie.